# Especie bandera

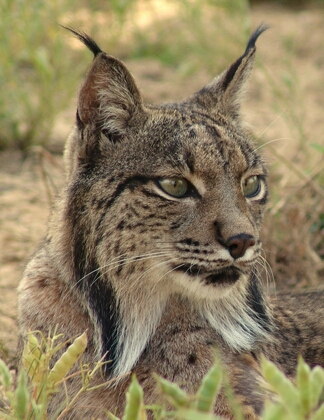
El amenazado lince ibérico constituye una especie bandera para ayudar en la conservación del parque nacional y natural de Doñana.

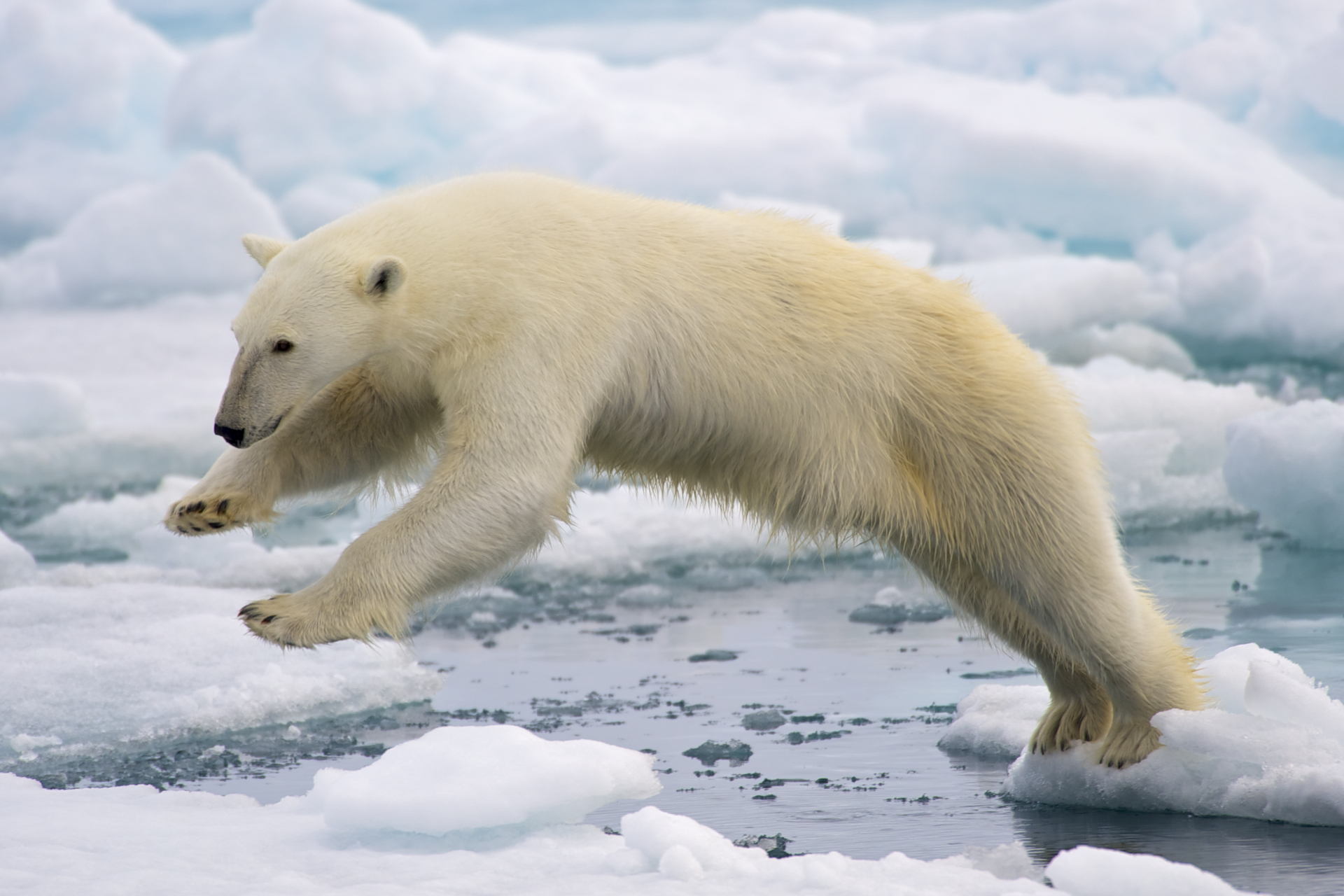
El oso polar es la especie bandera utilizada para difundir la problemática del derretimiento del Ártico causado por el calentamiento global.

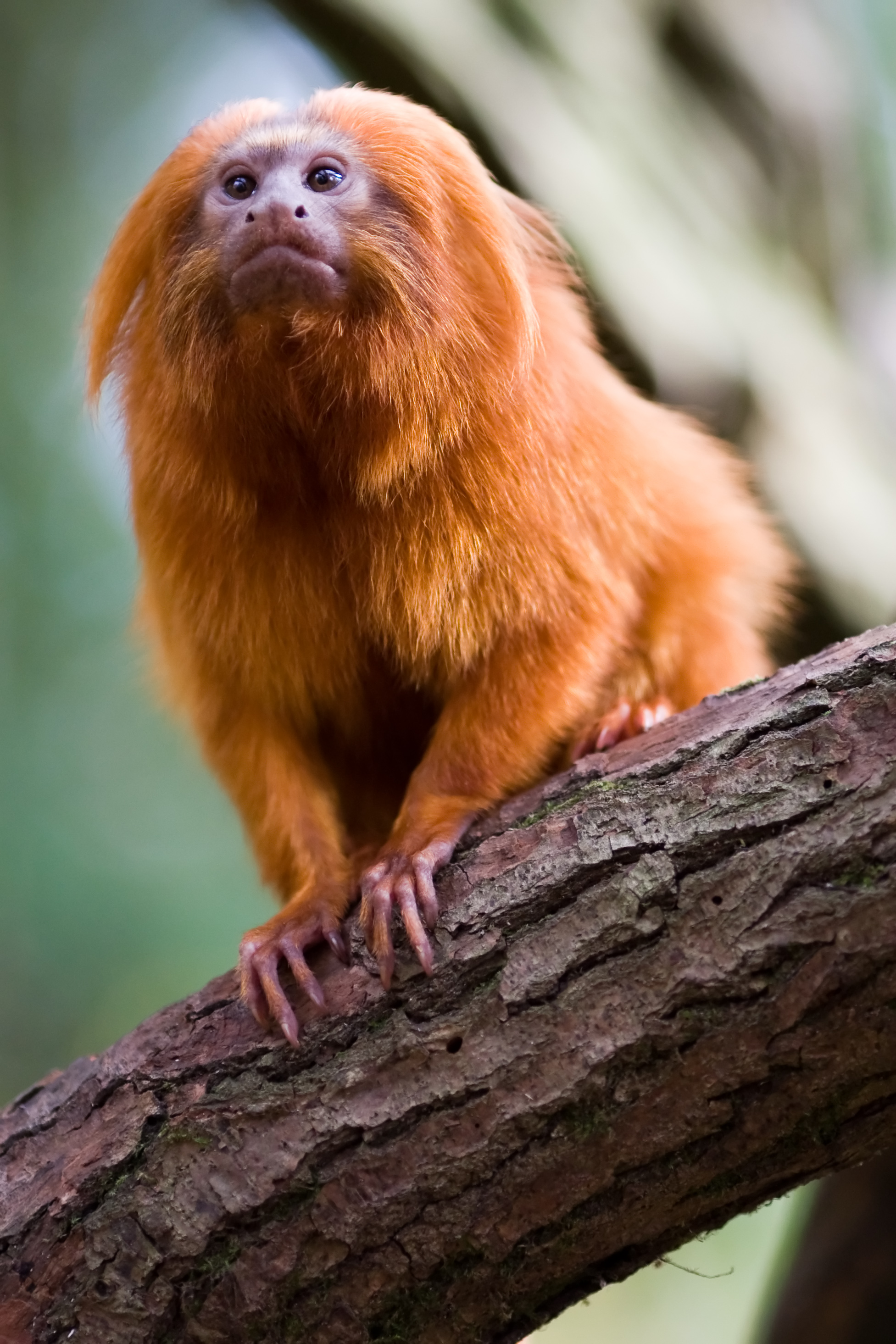
Tití león dorado, especie bandera empleada para proteger a su hábitat, las selvas de la mata atlántica del oriente de Brasil.

Se conoce como especie bandera a la seleccionada por gestionadores de la preservación ambiental en razón de que la misma posee atributos carismáticos que la hacen adecuada para ser presentada como símbolo de protección de la naturaleza, con el objetivo de captar la atención del público en general, de posibles donantes y del apoyo gubernamental, para lograr la implementación y desarrollo de programas de conservación destinados a amparar a dicha especie. Esto al mismo tiempo coadyuva a que también se salvaguarde a otras con menos atractivos, con las que pudiera estar asociada o con las que comparte el ecosistema donde habita.

## Características generales
Si bien el concepto de especie bandera se corresponde al ámbito de la biología de la conservación, conjuga asimismo variables socioeconómicas, teniendo un vínculo claro con el campo de la comercialización y la mercadotecnia por sus rasgos de promoción de un producto y la planificación y construcción de estrategias publicitarias.
La noción de especie emblemática sostiene que al elevar el perfil de una determinada especie, es posible obtener más apoyo para la conservación de la biodiversidad en general, en un contexto particular.

### Historia y especies utilizadas
El concepto de especie bandera comenzó a hacerse popular a mediados de la década de 1980. 
Una especie bandera puede representar un componente de un bioma (por ejemplo, una especie o un ecosistema), un estandarte para llamar la atención sobre un grave problema ecológico (por ejemplo, el cambio climático o la acidificación del océano), una organización (por ejemplo, ONGs o departamentos de gobierno) o una región geográfica particular (por ejemplo, un estado o un área protegida).
El grupo taxonómico más utilizado para adjudicar el rol de especies bandera es el de los mamíferos, especialmente los de mayor tamaño (como el elefante africano, el oso polar y los rinocerontes), los muy conocidos (como el lobo, el tigre de Bengala) o los más amenazados (como el tapir de montaña y el tití león dorado). En menor medida se emplean aves o reptiles.
Es característico el empleo de especies bandera para que representen a instituciones conservacionistas y así promuevan la recaudación de fondos y el apoyo de organismos gubernamentales o de administradores de grandes empresas para la financiación de sus proyectos de conservación. Por ejemplo, el panda gigante fue adoptado por el Fondo Mundial para la Naturaleza (WWF), mientras que Fauna Flora Internacional hizo lo propio con el oryx.

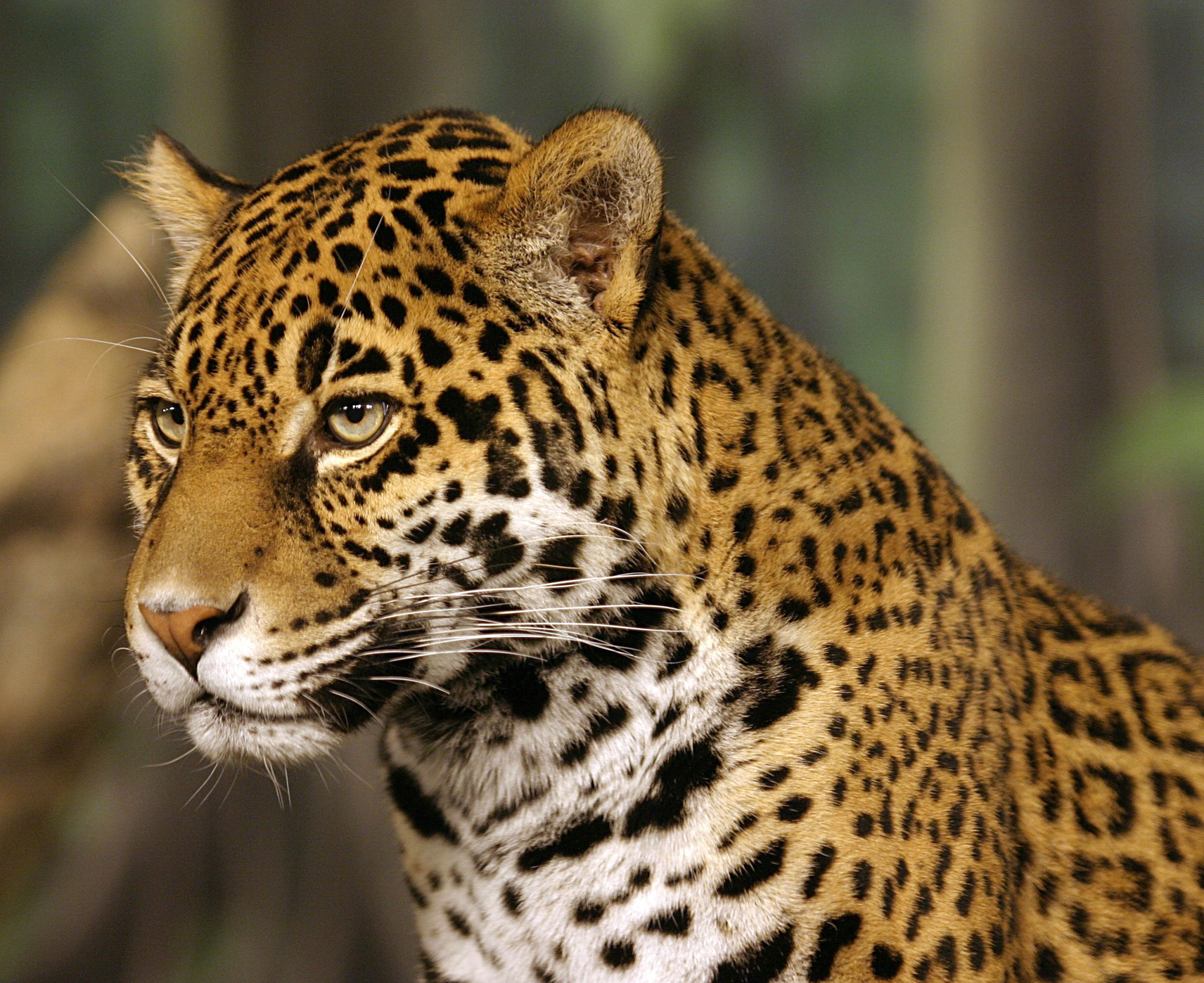
El yaguarté es una especie bandera que se puede encontrar en Argentina, en el año 2001 ha sido declarado como Monumento Natural Nacional por la Ley N°25.463, estableciendo que la Administración de Parques Nacionales y la Dirección de Fauna Silvestre de la Nación se deben encargar del desarrollo e implementación de un plan de manejo que asegure su supervivencia en el territorio nacional.

Los grandes felinos, como el puma y el yaguarete, han sido utilizados para promover el desarrollo de programas de conservación por sus cualidades simbólicas.

### Selección
La concepción del término de especie bandera está vinculada a la metáfora de la representación que su sola imagen simboliza o despierta, siendo de este modo iconos o embajadores de aquello que encarnan o evocan.
La especie o especies más adecuadas para erigirlas como estrellas pueden ser seleccionadas teniendo en cuenta diversos parámetros, en función de lo que es valorado por el destinatario al que la campaña trata de atraer.
El principal atributo que debe tener para poder cumplir con sus objetivos es que sea llamativa y atraiga la atención del segmento que constituye la meta a la que se apunta. Es ventajoso que la especie sea endémica o sensible a las perturbaciones antrópicas, dependiente para su supervivencia de la implementación de programas de conservación.
La especie bandera puede ser escogida para un público amplio, o en cambio dividir a este y focalizarla en un colectivo en particular, pudiendo ser otra del mismo grupo o ecosistema la asignada para seducir a otro público específico; por ejemplo una especie podrá ser dirigida a las comunidades locales que comparten su hábitat, mientras que otra tendrá como objetivo a los turistas.

### Limitaciones
Varias son las limitaciones que han sido reconocidas en relación con el uso de especies bandera, destacando que el empleo de las mismas puede sesgar a su favor las prioridades de gestión y conservación lo que, como contraparte, actuaría en detrimento de las especies más amenazadas pero no carismáticas.